# Marinaleda
Marinaleda es una localidad y municipio español de la provincia de Sevilla que pertenece a la comarca de Estepa, situada en la cuenca del Genil, en Andalucía. Tiene una extensión de 24,8 km² y una población de 2626 habitantes según el censo de 2018, con una densidad poblacional de 107,37 hab./km². Pertenece al partido judicial de Estepa.
Marinaleda es un municipio eminentemente agrícola que basa su economía en la producción agropecuaria. Es conocido por su experiencia social basada en una ideología de izquierdas liderada por Juan Manuel Sánchez Gordillo, alcalde del municipio desde 1979 hasta el año 2023, perteneciente a la Candidatura Unitaria de Trabajadores (CUT). Organizados en la lucha obrera y campesina, se dirigen hacia el desarrollo de un modelo económico alternativo al capitalista.
Esta experiencia es origen de cierta polémica y sus críticos señalan que, no obstante, ese progreso económico y social es debido en buena parte al hecho de que casi el 66% de los ingresos que recibe el Ayuntamiento de Marinaleda se sustancian en transferencias provenientes de entes administrativos superiores, como el Estado, la comunidad autónoma o la Diputación de Sevilla. Aunque en realidad Marinaleda recibe menos que la media de municipios de Andalucía (en el año 2011 recibió en torno al 6,61% menos que la media autonómica).
Forma parte de la Red de Municipios por la Tercera República y la bandera tricolor se encuentra presente en los edificios civiles.

## Geografía
Marinaleda se ubica en el sector sudoriental de la provincia de Sevilla en la comarca de Estepa, entre ésta y Écija, al oriente de la provincia, en la Cuenca del Genil en la transición de entre la Campiña y la Sierra Sur.
Se encuentra situado a una altitud de 205 metros y a 108 kilómetros de la capital de provincia, Sevilla y a 20 de Estepa.
Posee dos núcleos de trama irregular, que en la actualidad están unidos por unos pequeños núcleos, un gran parque, la Casa consistorial y amplias zonas deportivas, en la carretera A-388 que une El Rubio con Herrera.
El término municipal de Marinaleda limita con los siguientes municipios: al oeste con El Rubio, al sur con Estepa, al este con Herrera y al norte con Écija.

### Hidrografía y orografía
Ubicada en la comarca de Estepa, Marinaleda se encuentra en la zona norte de la misma donde todavía no se alza la sierra. La Sierra Sur es un área con valor naturístico y paisajístico. En ella se ubican la Reserva Natural del Peñón de Zaframagón y la Reserva Natural de la Laguna del Gosque. La cuenca del Geníl forma parte de la cuenca del Guadalquivir.
Hidrografía
Marinaleda se encuentra enclavado en el valle fluvial del río Blanco, un cauce que recorre la Sierra Sur de Sevilla y que desemboca en el río Genil. La altitud máxima del término se da en el límite sur (hasta 260 metros) mientras que el pueblo se encuentra a unos 200 metros. El cauce del río recorre el término desde la cota 200 a la 180. El relieve no es muy abrupto y en general las pendientes no son altas.
Orografía
La orografía de Marinaleda, situada en plena comarca de Estepa, está formada por una extensa llanura, suavemente alomada, asociada a la depresión del Guadalquivir. Al sur, en la línea que se puede marcar entre Morón de la Frontera y Estepa se alza una zona de sierra donde se encuentran las cumbres más altas de la provincia. En la denominada Sierra del Tablón se encuentra el Terril de 1129 metros de altitud que marca el techo de la provincia de Sevilla. Junto a él están las cumbres del Peñón de Algámitas de 1100 metros y  Las Lebronas de 833 metros.
En la vegetación de la zona predominan olivos de cultivo y, en bastante menor medida, encinas. En los montes cercanos también hay especies autóctonas como romero, lentiscos, tomillos, acebuches o madroños. 
Se pueden contemplar animales de monte, como conejos, liebres y gran variedad de aves.

### Clima
El clima de Marinaleda, al igual que el del resto de la provincia, es mediterráneo típico. Las precipitaciones están repartidas de forma bastante irregular a lo largo del año, si bien hay un mínimo acusado en verano y un máximo en otoño e invierno. Aunque no hay estación meteorológica en Marinaleda, los datos de la vecina Osuna (situada a 23 km al oeste) son similares. De acuerdo con ellos, la precipitación anual sería aproximadamente de 477 mm (media de 2001 a 2010) y la humedad relativa media a lo largo del año del 61%. Al año hay 93 días de lluvia.
Las temperaturas son bastante extremas, con diferencias bastante importantes entre el día y la noche, y con una media anual de 17,5 °C. Los inviernos son fríos. Los veranos son, por lo general, calurosos y secos, con máximas en torno a los 36 °C, pero mínimas frescas, llegando casi a los 17 °C.

## Historia

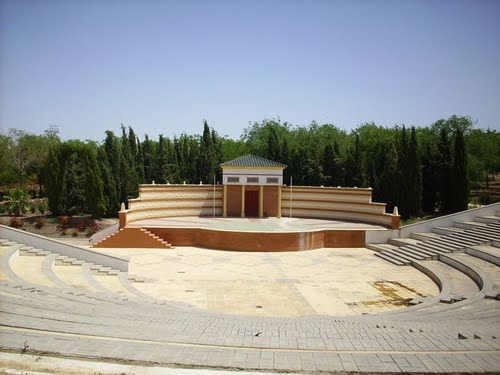
Teatro municipal

Los primeros indicios de asentamientos humanos en el territorio municipal de Marinaleda se remontan a final del Neolítico y comienzo de la Edad de los Metales en el periodo calcolítico, hace unos 5000 años. Se han hallado herramientas líticas y restos de semillas y habitáculos. La presencia romana fue importante, hay quien ubica en esta época la fundación del pueblo, por Marinaleda pasa la calzada romana que unía los pueblos de Astigi, actual Écija, y Ostippo, actual Estepa y hay muchos hallazgos de ese periodo histórico.
La presencia árabe se atestigua con monumentos como Torres de Gallape o la fortaleza árabe de Alhonoz. La conquista de esas tierras por parte de los reinos cristianos se realizó en el siglo XIII. Marinaleda pasó al señorío a la Orden de Santiago. Felipe II lo cede al primer marqués de Estepa y permanecería bajo su propiedad hasta que en el siglo XIX se disuelven los señoríos. Marinaleda va surgiendo como núcleo poblacional mediante el asentamiento sucesivo de jornaleros que trabajan en los latifundios de la zona, especialmente para el marquesado de Estepa. Hay constancia que en 1751 había 60 casas donde viven jornaleros sin tierra que cobraban dos reales de sueldo por una jornada. En el siglo XVIII hay en Marinadela tres clérigos, que dan servicio espiritual a la población, y una venta que pertenece al marqués de Peñaflor que vive en Écija. La actividad principal es la agricultura de secano.
Durante el siglo XIX por las tierras de Marinaleda y sus proximidades hubo varios grupos de bandoleros en los que participaron vecinos del municipio. Especialmente relevantes son las partidas comandadas por José María Hinojosa Cobacho el Tempranillo, Francisco Ríos González el Pernales y Juan Caballero.  En 1931 la población de Marinaleda es de 2318 habitantes de los cuales tienen derecho a voto solamente 317. En las elecciones del 12 de abril de 1931 ganan las fuerzas monárquicas mientras que en las del 31 de mayo de ese mismo año ya ganan los republicanos. En las últimas elecciones del periodo republicano, las del 16 de febrero de 1936 el triunfo lo obtiene el Frente Popular.
La Guerra Civil comienza en Marinaleda con el asesinato del entonces alcalde de la población Vicente Cejas Moreno y su hijo en la era Empedrá del vecino municipio de El Rubio. Junto al alcalde las tropas golpistas asesinarían a no menos de 30 vecinos de la población. La posguerra deja a la población en la suma necesidad llegando a pasar hambre, viéndose obligada parte de los habitantes a rebuscar aceitunas o bellotas por los campos. 
El desarrollo industrial que se produce en España a partir de los años 60 del siglo pasado propicia la emigración de la población de Marinaleda a aquellos lugares que son centro del mismo, en mayor medida a Cataluña,  así como a otros países europeos como Alemania, Francia y Suiza. Con la muerte de Francisco Franco en 1975 se produce la Transición que termina con el establecimiento de un sistema democrático. En 1977 se funda en Marinaleda el Sindicato de Obreros del Campo. El año siguiente sería el inicio de una política sindicalista de corte rural con la ocupación de la finca de Bocatinaja entre Osuna y Los Corrales durante dos días.
En 1979 se realizan las primeras elecciones municipales democráticas después del franquismo. En Marinaleda gana el Colectivo de Unidad de los Trabajadores que obtiene 9 de los 11 concejales que componen la corporación municipal. Desde entonces la corporación municipal ha encabezado una política reivindicativa a través de medios como la huelga de hambre, la ocupación de tierras privadas o políticas sindicalistas afines al socialismo.
Así, en 1980, 700 personas se declaran en huelga de hambre durante 13 días para reivindicar mayores ayudas relacionadas con el antiguo empleo comunitario. Tras el éxito, el consistorio desarrolla acciones de ocupación de fincas, bajo la máxima «la tierra para el que la trabaja», como en 1984 que ocuparon el pantano de Cordobilla durante 30 días para pedir regadío para el cortijo de El Humoso, propiedad del duque del Infantado, propiciando así su expropiación. En 1985 la ocupación ilegal de fincas continúa, se realizan más de 100, y también en días de estancia, llegando a estar más de 90 días. Esto llevaría a un buen número de procesos judiciales.
En 1991 se cede a Marinaleda 1200 Ha del cortijo de El Humoso. Entre los años 1992 y 1994 las acciones del sindicato se extiende a otras zonas andaluzas con la ocupación de edificios oficiales e instituciones.. En 1997, con el sistema de regadío en la totalidad de la finca de El Humoso, comienza la explotación del cortijo de forma colectiva fundándose la cooperativa Marinaleda S.C.A. Tres años después se crea una planta conservera que se abastece de los productos de la cooperativa (pimiento de piquillo, la haba, la alcachofa y la aceituna). Se construye una almazara y se va extendiendo la producción.

## Geografía humana

### Organización territorial
El municipio de Marinaleda está conformado por dos núcleos iniciales de población, el núcleo urbano de Marinaleda y la población de Matarredonda que tiene 571 habitantes, y que se ubica al este del núcleo principal muy cerca de él. 
En la actualidad ambos núcleos están unidos por nuevos barrios. La morfología de la trama urbana, por lo tanto,  es lineal y se sitúa tomando como eje la carretera A-388. El desarrollo urbano es mayor al sur de la vía que en el norte con una trama irregular en cuanto a la forma de las manzanas y el trazado. Hay algunos espacios libres en la trama urbana que siguen dedicados al uso agrícola. El núcleo principal de Marinaleda y el de Matarredonda que están unidos por la avenida de la Libertad, travesía de la A-388, que posee en sus laterales un amplio parque, las zonas deportivas del municipio, la Casa de la Cultura y el Ayuntamiento.

### Demografía
Cuenta con una población de 2555 habitantes (INE 2024).
| Gráfica de evolución demográfica de Marinaleda entre 1842 y 2021                                                      |
| |
| Población de derecho según los censos de población del INE. Población de hecho según los censos de población del INE. |

La población de Marinaleda ha tenido pocas variaciones a lo largo de su historia. Sobre el segundo cuarto de siglo del siglo XX llegó a los 2000 habitantes. En 1950 logra el máximo histórico con 3387 habitantes. Durante la etapa de desarrollo económico de la España franquista se produce una fuerte emigración pasando a tener un censo en torno a los 2500 habitantes que se ha venido manteniendo con una pequeña subida anual.

### Comunicaciones
La principal vía de comunicación es la carretera SE-9211 que une Marinaleda con Estepa y allí con la autovía A-92. La A-388, que pasa por el centro del núcleo urbano, enlaza el mismo con Écija y Herrera enlazando en Écija con la autovía A-4. La carretera SE-8202 enlaza la población con la localidad de Osuna pasando por El Rubio.

### Economía
La economía está basada en la actividad de la Cooperativa Humar - Marinaleda S.C.A y la fábrica de conservas, almazara y otras industrias nacidas a su sombra, donde son cultivadas y se hacen conservas de alcachofas, pimiento y otras legumbres. La cooperativa se fundó en las tierras del cortijo de El Humoso obtenido mediante la movilización social.

#### Sector primario
Históricamente el municipio de Marinaleda ha tenido como motor económico la explotación agrícola y ganadera. Ubicada en el área de desarrollo latifundista hasta finales del siglo XX la explotación agrícola estaba en manos de unos pocos propietarios que contrataban, según las labores a realizar, a los jornaleros que precisaban. La mayor parte de las tierras eran propiedad del duque del Infantado y se explotaban como secano. 
Tras conseguir el cortijo de El Humoso, de 1200 ha, y la concesión de regadío, se creó la Cooperativa Humar - Marinaleda S.C.A dedicándose a la producción de alcachofas, pimiento y otras legumbres, así como a creación de una cabaña ovina y explotación de un área de invernadero donde, durante todo el año, se producen productos como lechuga y tomate.
En El Humoso trabajan unas 400 personas haciendo turnos de trabajo para que el mismo llegue a más gente de la población activa del pueblo.

#### Sector secundario
Está basado en la elaboración de los productos agrícolas. Hay una fábrica de conservas y una almazara perteneciente al Grupo cooperativo Cooperativa Humar - Marinaleda S.C.A.

#### Sector servicios
El sector servicios está poco desarrollado, solamente se cubren los servicios básicos de la población, aunque cuenta con radio y televisión municipal así como instituto de secundaria, un parque natural para el recreo y disfrute de la población, un servicio de asistencia a domicilio para las personas mayores, una casa de cultura, escuela infantil, piscina, consultorios médicos, hogares del pensionista, escuela taller, etc.

## Símbolos

### Escudo
Marinaleda se ha dotado de un escudo municipal en el cual refleja los objetivos y fundamentos en los que se basa su sistema de organización social y político.
Consta de un círculo en cuyo centro, sobre azul una paloma con una rama de olivo en el pico, en representación de la constante lucha por la consecución de la paz, sobre un pueblo, en representación del espíritu colectivo, a la unión en la lucha por el bienestar colectivo. A la derecha de la paloma un sol en rojo en representación de la naturaleza y el respeto a la misma.
En la bordura, en la parte superior verde, que representa la utopía necesaria para convertir los sueños más nobles de los pueblos en realidad mediante la lucha organizada de los trabajadores. En la parte inferior rojo, que representa la lucha imprescindible para alcanzar los derechos a los que aspira el ser humano. Separa ambos colores una banda en blanco que representa «las ansias de paz entendida no solo como la ausencia de violencia sino como la práctica de la justicia .../... Paz de la igualdad. Paz que lleva consigo la desaparición de la injusticia y de las clases sociales». Sobre todo ello la leyenda «Marinaleda una utopía hacia la paz» estando «Marinaleda» sobre el verde y una «utopía hacia la paz» sobre el rojo.

### Bandera
La bandera de Marinaleda son tres franjas horizontales de igual anchura. La superior verde, en representación de la utopía, la central blanca, en representación de la paz y la inferior roja, en representación de la lucha por los derechos a los que aspira el ser humano. En el centro de la bandera se ubica el escudo.

## Política

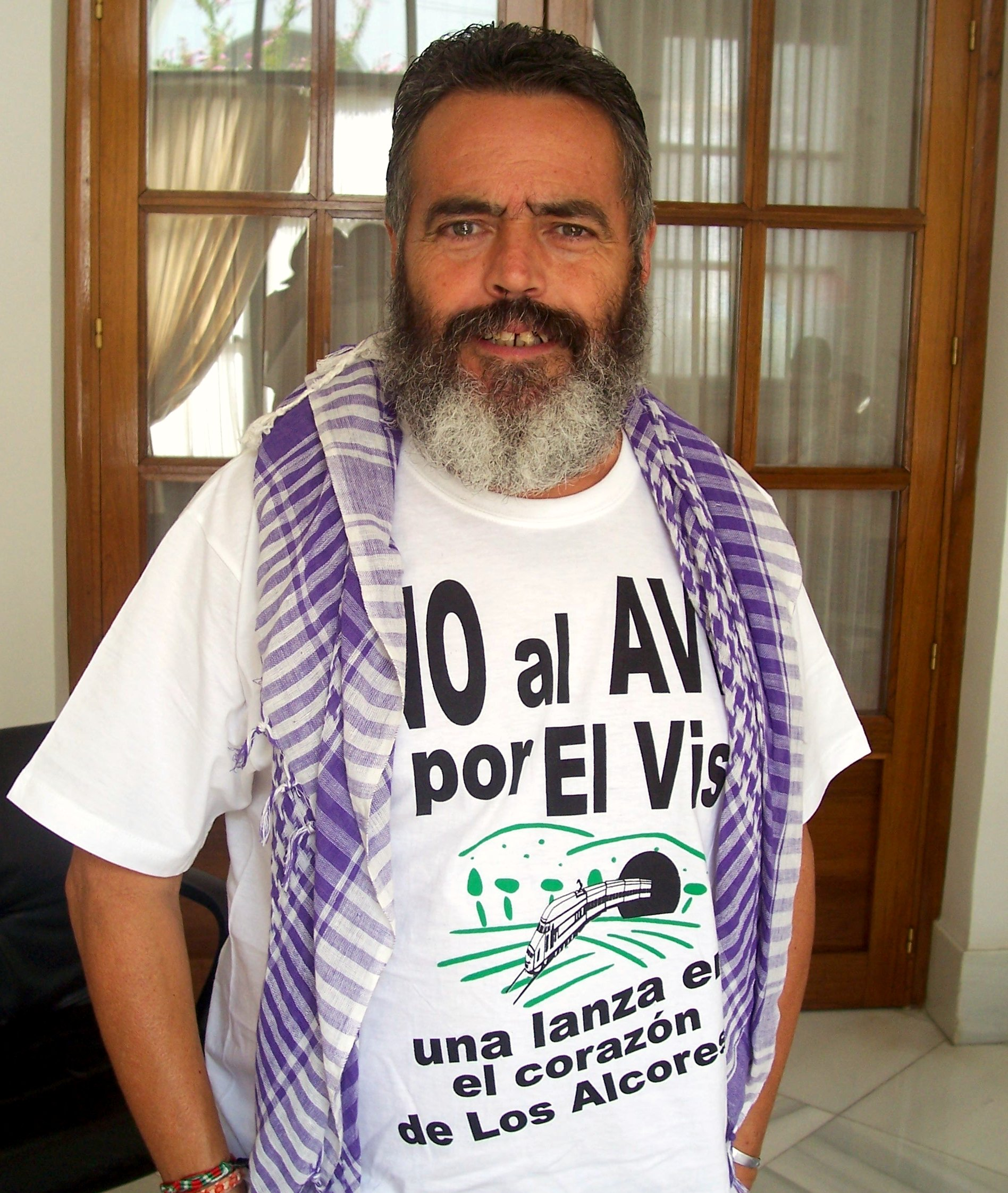
Juan Manuel Sánchez Gordillo, alcalde de Marinaleda entre 1979 y 2023

El municipio de Marinaleda tiene una larga tradición de lucha jornalera, lo que ha influido decisivamente en la consecución de diversos avances políticos y sociales.
Marinaleda está gobernada desde 1979 por el Colectivo de Unidad de los Trabajadores - Bloque Andaluz de Izquierdas (CUT), partido de izquierdas y andalucista liderado por Juan Manuel Sánchez Gordillo, que ha vencido en todas las elecciones municipales por mayoría absoluta. En 1986 el CUT fue una de las organizaciones fundadoras de Izquierda Unida, por lo que desde ese año se presenta dentro de las listas de esa coalición.
En las elecciones municipales de 2011, IULV-CA consiguió nueve concejales (con el 73,08% de los votos) y el PSOE de Andalucía dos concejales (21,39%). El PP no obtuvo representación (4,06%).
Todas las decisiones y temas municipales (impuestos, vivienda, empleo) son sometidas al veredicto del pueblo, que vota a mano alzada o a veces a través de voto secreto en el curso de un centenar de asambleas generales o asambleas de barrio que tienen lugar cada año.
Sánchez Gordillo renunció a presentarse a las elecciones municipales de 2023 debido a problemas de salud. Sin embargo, su partido Con Andalucía, ahora liderado por Sergio Gómez Reyes, volvió a obtener más del 50 % los votos.

### Alcaldes
| Legislatura | Nombre                       | Partido Político    |
| ----------- | ---------------------------- | ------------------- |
| 1979-1983   | Juan Manuel Sánchez Gordillo | CUT-BAI             |
| 1983-1987   | Juan Manuel Sánchez Gordillo | CUT-BAI             |
| 1987-1991   | Juan Manuel Sánchez Gordillo | IULV-CA             |
| 1991-1995   | Juan Manuel Sánchez Gordillo | IULV-CA             |
| 1995-1999   | Juan Manuel Sánchez Gordillo | IULV-CA             |
| 1999-2003   | Juan Manuel Sánchez Gordillo | IULV-CA             |
| 2003-2007   | Juan Manuel Sánchez Gordillo | IULV-CA             |
| 2007-2011   | Juan Manuel Sánchez Gordillo | IULV-CA             |
| 2011-2015   | Juan Manuel Sánchez Gordillo | IULV-CA             |
| 2015-2019   | Juan Manuel Sánchez Gordillo | CUT BAI-IU          |
| 2019-2023   | Juan Manuel Sánchez Gordillo | Adelante Marinaleda |
| 2023-act.   | Sergio Gómez Reyes           | Con Andalucía       |

## Modelo social

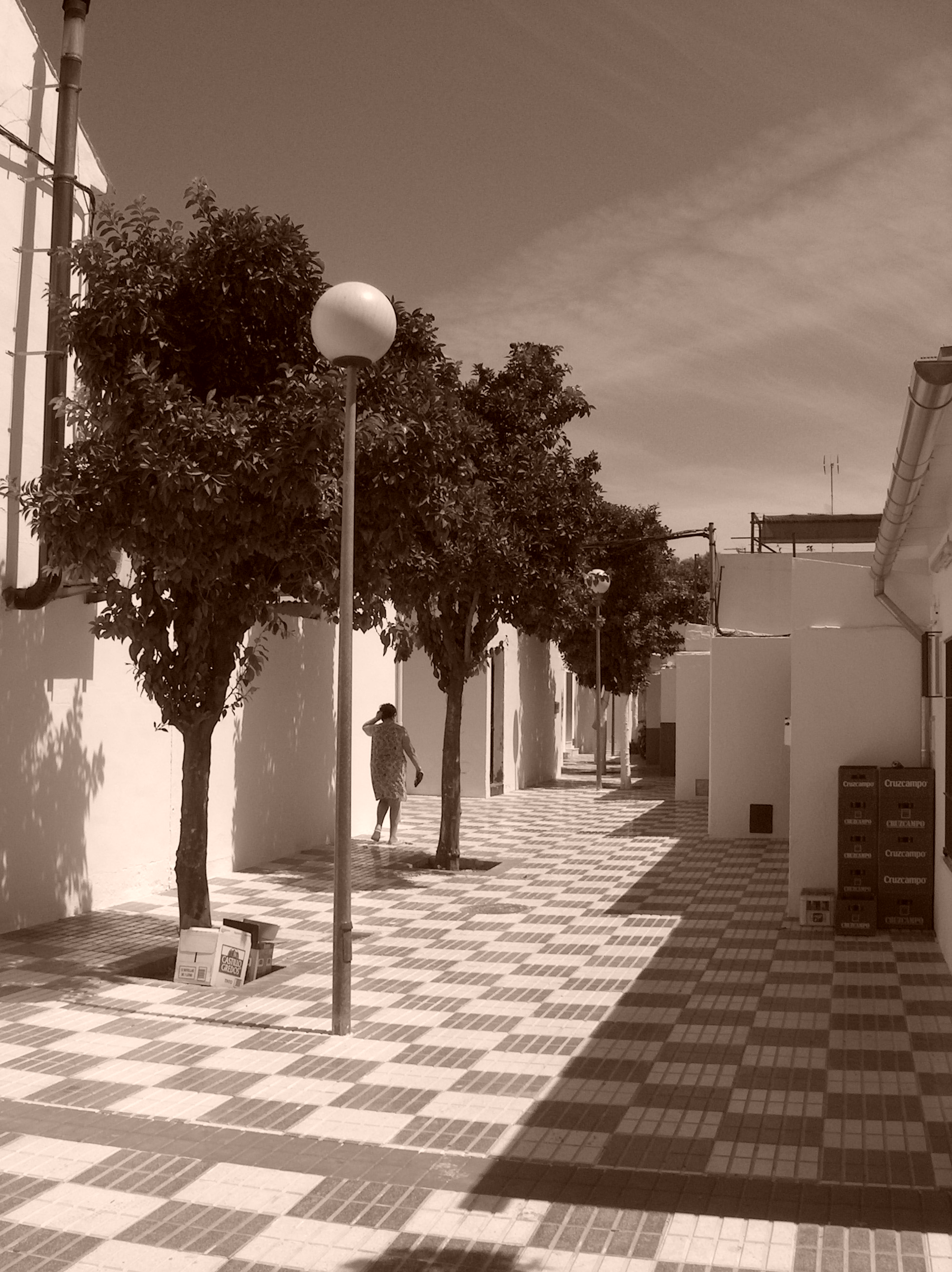
Una calle de Marinaleda

### Situación histórica
Tras el fallecimiento de Francisco Franco el 20 de noviembre de 1975 el régimen dictatorial que había en España hasta ese tiempo comienza una transición a un sistema de corte democrático. El 6 de diciembre de 1978 se vota en referéndum la nueva constitución y se organizan elecciones municipales para abril del año siguiente.
El 3 de abril de 1979 se celebran las elecciones municipales. Poco antes militantes del Sindicato de Obreros del Campo funda en Andalucía la Candidaturas de Unidad de los Trabajadores, que se considera un brazo político del sindicato, para presentar lista a varios municipios andaluces, entre ellos Marinaleda. Con el paso del tiempo la Candidatura de Unidad de los Trabajadores pasaría a denominarse Colectivo de Unidad de los Trabajadores-Bloque Andaluz de Izquierdas. En esas elecciones en la lista de Marinaleda iba como cabeza de lista Juan Manuel Sánchez Gordillo con un ambicioso programa de cambio social y político de base de izquierdas. Desde aquellas elecciones hasta las últimas celebradas la agrupación que lidera Gordillo ha obtenido mayoría absoluta. Juan Manuel Sánchez Gordillo estuvo a punto de dejar su puesto de alcalde de Marinaleda debido a la declaración de incompatibilidad del mismo con su escaño en el Parlamento de Andalucía, pero finalmente, a última hora, decidió renunciar a su escaño en el Parlamento.

### Fundamentos ideológicos
Los fundamentos ideológicos en los que se basa la organización política y social realizada en el municipio de Marinaleda por el Colectivo de Unidad de los Trabajadores-Bloque Andaluz de Izquierdas son las bases del pensamiento izquierdista histórico: La división de la sociedad en clases sociales, en ricos y en pobres, entre explotadores y explotados. El compromiso con trabajadores, con "los que menos tienen" para hacer, como expresan en su página web: 

UN CONTRAPODER que supiera oponerse a los muchos poderes que tenía la burguesía y que desgraciadamente sigue teniendo en la lucha por alcanzar los derechos que a los jornaleros siempre se nos habían negado.

La utilización del poder de la representación municipal se viene utilizando para «ocupar tierra con los jornaleros, que reclamar viviendas o que se enfrentarse a la Unión Europea cuando dictaba normas que favorecían a la burguesía terrateniente pero que dejaban a los parados del mundo rural convertidos en auténtico desperdicios sociales».  
El ayuntamiento se usa como herramienta política de transformación social, participando activamente en la lucha por la tierra, en la construcción de viviendas destinadas a los obreros y sus familias o la consecución del pleno empleo oponiéndose frontalmente a organización social dictada por el sistema capitalista.
El Colectivo de Unidad de los Trabajadores-Bloque Andaluz de Izquierdas afirma que «el poder no es neutro» y que precisan de la gente para que tener la fuerza necesaria en el enfrentamiento con las clases dominantes.
La participación directa del pueblo es uno de los pilares de su proyecto, reivindican la participación diaria de la población en los asuntos diarios del municipio y de la organización social, afirman que 

No hay proyecto de izquierdas sin participación directa del pueblo, desde un principio no queríamos que la gente fuera a votar una vez cada 4 años sino a participar todos los días en todos los asuntos que repercutieran en su vida.

La identificación plena del Colectivo de Unidad de los Trabajadores-Bloque Andaluz de Izquierdas con el Sindicato de Obreros del Campo y por lo tanto con sus reivindicaciones, tales como la Reforma Agraria (en Andalucía el 2 % de propietarios poseen el 50 % de las tierras), la creación de un sector público fuerte que permita una mejor distribución del empleo.
Se consideran nacionalista y reclaman soberanía para Andalucía para la mejor defensa de sus intereses. Entienden que su lucha es contra el paro y por la tierra y a favor de la libertad basada en la igualdad.
El Colectivo de Unidad de los Trabajadores-Bloque Andaluz de Izquierdas utiliza como herramientas de lucha el ayuntamiento y el sindicato. Buscan un poder de clase basado en la asamblea general logrando de ese modo un poder popular. Afirman que «tanto el sindicato como el Ayuntamiento han sido sobre todo un instrumento de movilización popular».
Exigen un comportamiento ético fuerte de todos los implicados en la organización que respalde las ideas que les mueven. Por ello:
- Todos los cargos son elegibles y revocables por la asamblea general del pueblo.

- Cualquier persona que ocupe alguna responsabilidad deberá ser el primero a la hora de la lucha y los sacrificios y los últimos a la hora de los beneficios.

- Consideran que el dinero debe ser un instrumento de solidaridad y libertad y nunca un botín para enriquecimiento particular de nadie. Por eso nadie cobra por ejercer los cargos políticos o sindicales sino que cada cual vive de su trabajo.

### Políticas y acciones

#### La tierra
La consigna básica de las movilizaciones y las luchas que se han realizado en Marinaleda y han sido la base de su cambio social es la de «La tierra para quien la trabaja». esto se ha sustanciado en una larga lucha por la obtención de tierras en las que las ocupaciones de fincas han sido la forma habitual de protesta con enfrentamientos con jueces, Guardia Civil, Gobierno y la incomprensión de muchos trabajadores.
El cortijo El Humoso se ocuparía repetidamente; llegaron a plantarse un grupo de 90 mujeres ante la presidencia de la Junta de Andalucía, donde fueron detenidas y puestas en libertad tras tomarles declaración, ese hecho se produjo durante 9 días consecutivos. Esta protesta fue un punto de inflexión en la lucha por la tierra al entender el gobierno andaluz que los jornaleros de Marinaleda no se iban a conformar de cualquier manera ni se iban a doblegar.
En 1985 se suspende la feria de Marinaleda como acto reivindicativo y al año siguiente trasladan las protestas a Madrid en solidaridad con el dirigente del SOC Diego Cañamero que iba a ser juzgado.
Las ocupaciones de tierras seguían produciéndose y en particular la del cortijo El Humoso perteneciente al duque del Infantado. En 1988 realizan una ocupación con laboreo de tierras que dura 90 días a la vez que se realizaban protestas en Sevilla.
Tras más movilizaciones en Sevilla logran el compromiso del consejero de agricultura para buscar alguna fórmula que permitiera el acceso a la tierra a los jornaleros de Marinaleda.
La Exposición Internacional de Sevilla de 1992 proporciona un marco favorable para la transcendencia de las reivindicaciones. En 1991 se realizan acciones de protesta en Sevilla que tienen como objetivo la organización de la Expo-92. Al poco tiempo el entonces consejero de agricultura del gobierno andaluz,  Leocadio Marín Rodríguez, se compromete a conceder 1200 ha.
Las tierras del cortijo El Humoso eran de secano. Por ley si en una finca se ponía regadío una parte de ella se podía expropiar. Con esta premisa se ocupó en 1983 el pantano de Cordobilla para pedir regadío en las tierras del duque del Infantado con la consigna «agua para regar la tierra». Junto a la ocupación del pantano un grupo de mujeres hizo una protesta en el Coto de Doñana cuando estaba en el mismo el entonces presidente del gobierno Felipe González que acabó citando a jornaleros en la Moncloa para hablar de sus reivindicaciones.
La consecución de la tierra (por primera vez en la historia de Andalucía) representó que los jornaleros accedieran por primera vez al medio de producción tierra. La gestión de los propios trabajadores del recurso productivo ha llevado a no depender del terrateniente para la consecución del trabajo y con ello de los recursos necesarios para la subsistencia. No tener necesidad de emigrar para buscar trabajo, se reinvierten las ganancias en beneficio de la comunidad y se ha logrado un importante bienestar social.
En las tierras del cortijo El Humoso, cuya propiedad no quieren los de Marinaleda con el argumento de que lo que persiguen es el "uso" de la tierra para trabajar y no ven que deba pertenecer a nadie, se creó la cooperativa agrícola Marinaleda S.C.A. que fue el núcleo de un grupo cooperativo formado por conservera y una almazara. En ella trabaja la mayoría de la población de Marinaleda.

#### Democracia social
Con la pretensión de que todos los habitantes de Marinaleda tengan acceso a los bienes y servicios que les faciliten un estado de desarrollo integral y bienestar, se han conseguido y creado toda clase de servicios sociales:
- Instituto de enseñanza secundaria: inaugurado en 2003.
- Parque natural: parque de unas 10 ha ubicado entre el núcleo de Marinaleda y Matarredonda que sirve de pulmón verde a la población. De forma simultánea es un espacio de recreo, deporte y cultura (tiene asociado instalaciones deportivas y un anfiteatro). Cuenta también con un jardín botánico.
- Servicio a Domicilio: servicio gratuito a domicilio de atención a personas mayores, personas que necesitan ayuda por estar enfermas, torpes, solas o que no pueden ser atendidas por su familia.
- La Casa de la Cultura: con una programación cultural que fomenta las ideas y valores de izquierda. Da cabida a la radio y televisión municipales. Tiene una de las mayores salas de teatro de la provincia de Sevilla y en su construcción han colaborado muchos vecinos desinteresadamente.
- Guardería Infantil: con capacidad para 60 niños, con comedor, dormitorios, sala de juegos y personal especializado. Destinada a cubrir las necesidades de las personas que tienen a su cargo niños pequeños y que tienen que trabajar en el campo a jornada continua. Los precios se fijan en asamblea de usuarios y rondan los 15 € mensuales incluyendo el comedor.
- Piscina: forma parte de un complejo polideportivo. Consta de tres cubetas, dos para adultos y una para niños, el precio del abono anual para los vecinos de Marinaleda es de 1,8 €. Este precio sigue la política municipal de que todos los servicios sean accesibles a todos los vecinos sin que el nivel económico pueda suponer un impedimento.
- Consultorios médicos: se han construido dos consultorios atendidos por dos médicos y dos enfermeros.
- Hogares del Pensionista: hay dos hogares de pensionistas, uno en cada núcleo de población. Entre sus prestaciones, está la atención oftalmológica que incluye la visita del oculista y las gafas gratis.
- Escuela Taller: con el objetivo de conseguir la capacitación profesional de los jóvenes, que acabada la enseñanza obligatoria no siguen estudiando, se ha creado una escuela taller en la que se imparten especialidades de albañilería, electricidad, fontanería, carpintería metálica, agricultura ecológica, etc. Los trabajos realizados en la escuela taller tienen un destino social mediante su participación en varios proyectos que se desarrollan en el municipio. Los alumnos cobran unos 390 € por el trabajo desarrollado.

#### Urbanismo y vivienda
Marinaleda ha llevado a cabo una peculiar gestión urbanística, una excepción local dentro de la crisis de la vivienda que actualmente tiene lugar en España derivada de la especulación inmobiliaria. Llegó a protagonizar noticiarios de toda España cuando se conoció la noticia de que era posible tener casa en este pueblo por no más de 15 euros al mes, ayudando uno mismo a la construcción de su vivienda.
Un tercio del territorio municipal ha sido adquirido bien mediante la compra o bien mediante las expropiaciones llevadas a cabo por el Ayuntamiento. El alquiler de las casas alcanza el precio de 15,52 euros por mes. El Ayuntamiento ofrece a aquellos que lo necesitan un terreno y proporciona mediante ayudas los materiales necesarios para la construcción de la vivienda, que realizan los propios inquilinos o bien éstos pagan a alguien que les reemplace. Los obreros que construyen la casa son albañiles profesionales contratados por el Ayuntamiento que asesoran a los vecinos y realizan los trabajos más complicados. Los futuros vecinos no saben cuál del grupo de casas que se construyen será la suya en el futuro. El Ayuntamiento percibe los beneficios que las plusvalías puedan entrañar.

#### Peculiaridades
El salario de todos los trabajadores, sin importar cuál sea su puesto, es de 47 euros por jornada, seis días por semana, a razón de 1128 euros al mes por 35 horas semanales.
Los precios de los servicios son muy reducidos posibilitando a todos los habitantes su uso aun cuando sus recursos económicos sean escasos, por ejemplo: el bono de la piscina cuesta 3€ anuales, la guardería con comedor, 12 € mensuales, hay actividades culturales gratuitas como el festival flamenco y la feria. Se organizan jornadas de trabajo voluntario para realización de diferentes proyectos, obras y mejoras.
El alcalde, como el resto de los miembros de corporación municipal de Marinaleda no percibe asignación retributiva alguna. No hay secretaría del alcalde o de alcaldía, no hay policía dependiente del ayuntamiento, no hay ningún consejero político o responsable de prensa. Los únicos titulados en derecho que trabajan en el ayuntamiento de Marinaleda son el secretario municipal y el técnico de la administración general.

### Críticas
El desarrollo realizado en Marinaleda es origen de polémica y desde algunos sectores políticos y sociales se señala que esa situación económico-social es en buena parte fruto de un ambicioso programa de transferencias corrientes y de capital auspiciado por la Diputación Provincial de Sevilla, la Junta de Andalucía y el Gobierno central, señalan además que de 1100 habitantes que componen la población activa del pueblo, 700 de ellos están acogidos al Plan de Fomento del Empleo Agrario (PER) (que supone unos ingresos de unos 325.000€ al año), aunque la tasa de paro es del 0%.
Sobre los presupuestos para 2012, en los que se contemplan unos ingresos de 2.729.000€,  las transferencias corrientes y de capital suponen 1.801.487€, el 66% del total.
Algunos dirigentes políticos de la zona afirman que 

Sin privilegios, Marinaleda sería un pueblo más del campo andaluz o español. Ahora es una especie de parque temático del comunismo subvencionado por la Junta de Andalucía, pero nada más: desde el punto de vista económico, es insostenible.

Otra crítica que se hace a la política que se realiza en Marinaleda es que existe opresión política y que los partidos que no coinciden con el del gobierno municipal se encuentran discriminados e incluso tienen que conformar sus listas electorales con personas residentes en otros municipios. Se llega a afirmar que los concejales del PSOE han sufrido apedreamiento de sus coches por parte de la población e incluso han tenido que salir del municipio escoltados por la Guardia Civil. Aunque no ha habido constancia documental ni denuncias de ello.
En algunos medios de comunicación lo han presentado como violento y coaccionador al amenazar en algunas acciones de piquete desarrolladas en algunas convocatorias de huelga general o en acciones reivindicativas, como entrar a algunas grandes superficies, junto a otros miembros de su sindicato, a robar o a desordenar la mercancía.

#### Comparación con Martín de la Jara
Los contrarios a la organización social que se viene desarrollando en Marinaleda desde que el Colectivo de Unidad de los Trabajadores - Bloque Andaluz de Izquierdas gobierna el municipio hacen hincapié en que Marinaleda recibe en transferencias de capital y corrientes más que otros municipios similares. Como ejemplo se puede realizar una comparación con el municipio de Martín de la Jara, con una población ligeramente superior a la de Marinaleda, y con el doble de extensión. Éste, según datos de 2009, tenía un presupuesto de 2.273.645€, de los cuales 1.025.817€ eran ingresos procedentes de transferencias corrientes y 597.938€ de transferencias de capital, lo que hace un total de 1.623.755€. Esto supone una relación entre el total presupuestado y los ingresos por transferencias del 71,4%. Marinaleda en el presupuesto del año 2009 tenía unos ingresos de 4.145.348 € y sus ingresos por transferencias corrientes fueron de 1.823.538 € y los debidos a las transferencias de capital de 900.866€, haciendo un total de 2.724.404€, que representa el 65,7% del total de los ingresos, es decir la aportación en transferencias de capital y corrientes es menor en el presupuesto de Marinaleda que en el de Martín de Jara. La relación entre los ingresos de Martín de la Jara y los de Marinaleda en el año 2009 es la siguiente:
| Epígrafe                             | Martín de Jara | Marinaleda | Diferencia | Relación |
| ------------------------------------ | -------------- | ---------- | ---------- | -------- |
| Total ingresos presupuestados        | 2.273.645      | 4.145.348  | 1.871.703  | 82,3%    |
| 4 CAP. IV Transferencias corrientes  | 1.025.817      | 1.823.538  | 797.721    | 77,7%    |
| 7 CAP. VII Transferencias de capital | 597.938        | 900.866    | 302.928    | 50,6%    |

Marinaleda con unos ingresos totales presupuestados del 82,3% mayores que los del presupuesto de Martín de Jara ingresó en 2009 en el concepto de transferencias corrientes un 77,7% más que esa población y el transferencias de capital un 50,6% más.

## Monumentos
- Iglesia Parroquial de Nuestra Señora de la Esperanza, data del siglo XVII, en concreto de 1666. Es un templo de una sola nave de estilo clasicista con modificaciones posteriores. En su interior destaca el retablo mayor en madera policromada de 1859. Tienen especial relevancia dos imágenes del siglo XVIII, un Jesús nazareno y una Virgen de los dolores realizada por el escultor José Fabré en 1776 y una tabla en la que se representa el calvario del siglo XVIII. Son también de interés un cáliz del siglo XVI y un ostensorio de finales del XVIII.

## Fiestas
En Marinaleda se celebran varias fiestas y ferias, algunas de ellas vienen de la tradición histórica mientras que otras se han organizado desde los nuevos valores que han surgido en la población.
- Candelaria, día 2 de febrero. Se celebra con hogueras donde se queman muñecos alegóricos y se celebran bailes populares alrededor de ellas.

- Carnaval, con gran participación popular, bailes, disfraces y murgas.

- San Marcos, día  25 de abril.

- Semana Santa y Semana por la Paz : El Jueves Santo sale la Hermandad del Cristo atado a la Columna y la Virgen de la Esperanza y el Viernes Santo sale la Hermandad de nuestro Padre Jesús Nazareno y María santísima de los Dolores, que son portados a hombros de los costaleros por las calles del pueblo. También hay procesiones el Domingo de Ramos con la Borriquilla, y el Domingo de Resurrección, la Patrona, Nuestra Señora de la Esperanza. Como alternativa a la fiesta religiosa se celebra la Semana por la Paz con un carácter eminentemente cultural en el cual se destacan figuras como los cantantes El Cabrero, Paco Ibáñez, Jarcha, José Mercé o el teatro de Alberti.

- Nuestra Señora de los Caminos, tercera semana de mayo. Se hace romería.

- Feria de Santiago,  mediados de julio. Es una feria autogestionada en la cual cada año se elige un motivo (contra la Celebración del V Centenario, por la Reforma Agraria, en honor a Ernesto Che Guevara o a favor del pueblo saharaui...) y los actos se desarrollan alrededor del mismo. Se hacen turnos voluntarios para realizar diferentes actos y eventos. Desde la organización de la feria se dice que es «la respuesta a la antigua celebración donde existía una caseta cercada con cañizos con una entrada que no podían pagar los más humildes y donde sólo se divertían un puñado de familias de la pequeña burguesía, el boticario y la guardia civil».[26]

- San Nicolás de Tolentino, día 10 de septiembre, son las fiestas patronales de la localidad.

- Nochevieja: Realización de una comida colectiva y gratuita, organizada por el Sindicato de Obreros del Campo y el ayuntamiento de Marinaleda. Organiza también una verbena popular. El objetivo es desarrollar la convivencia y ayudar romper malentendidos así como marcar los retos para el año que comienza.

- Festival Flamenco de Marinaleda: El certamen se caracteriza por su formato, sólo cuatro artistas, y por su apoyo explícito al flamenco sin aditivos. Está organizado por el ayuntamiento.

- Día de la Paz , día 30 de enero, asesinato de Mahatma Gandhi. Es una fiesta infantil en la cual se da valor a la paz, se queman juguetes bélicos y se sustituyen por otros de otro tipo, además de diferentes actos culturales.

## Deportes
Marinaleda cuenta con instalaciones deportivas con un coste total de 1.200.000 euros aproximadamente. Cuenta con un pabellón cubierto con capacidad para 500 espectadores, que puede albergar partidos de voleibol, balonmano, tenis, fútbol sala y gimnasia. Tiene además un campo de fútbol de césped artificial, un gimnasio y cuatro pistas de tenis. Cabe citar que en este complejo se encuentra, en la fachada, una gran imagen del Che Guevara, quien da nombre al polideportivo.
El municipio es sede de la U. D. Marinaleda, fundado en 1986 y que juega en la Tercera División Andaluza de Sevilla Grupo 1. El club juega en el Estadio Jornalero, con capacidad aproximada de unos 800 espectadores, y cuenta con césped natural. Como curiosidad, el escudo de la UD Marinaleda es igual que el escudo del municipio, pero en la parte superior se lee U.D., y en la inferior, de color rojo, se lee Marinaleda. En la temporada 2009/10 luchó por ascender a la Segunda División B del fútbol español.